# Grand Champion
Grand Champion is een Amerikaanse film uit 2002 geregisseerd door Barry Tubb. De hoofdrollen worden vertolkt door Joey Lauren Adams en Jacob Fisher.

## Verhaal
De jonge Buddy en zijn kalf Hokey nemen deel aan een wedstrijd om Grand Champion te worden.

## Rolverdeling
- Joey Lauren Adams - Hallie
- Jacob Fisher - Buddy
- Emma Roberts - Zus
- Cache Williams - Edgar
- Barry Tubb - Dr. Alfred/Jesse James Davis
- Hokey - Hokey
- Candance Henry - Dorthea
- Broderick Beaver - John Lee Bloomer
- Steven Bland - Pete
- Natalie Maines - Fiona/KMOO DJ

## Trivia
- Bruce Willis, Julia Roberts en haar broer Eric Roberts verschijnen ook in de film.
- Daniel Moder, de man van Julia Roberts, is cameraman in deze film.